# 一樹千尋
一樹 千尋（いつき ちひろ、5月11日 - ）は、宝塚歌劇団専科に所属する男役。元星組組長。
千葉県八千代市、お茶の水女子大学附属高等学校出身。身長165cm。愛称は「HIRO」。

## 来歴
1971年、宝塚音楽学校入学。
1973年、音楽学校卒業後、宝塚歌劇団に59期生として入団。入団時の成績は5番。星組公演「花かげろう／ラ・ラ・ファンタシーク」で鯉 のぼる（こい のぼる）として初舞台。
1974年、星組に配属。
1984年2月1日付で現在の芸名へと変更。
1990年7月1日付で星組副組長に就任。
1993年5月1日付で星組組長に就任。
1996年12月17日付で専科へ異動となる。
実在の人物から人ならぬ物まで説得力を持って演じられる存在として、専科異動後は各組に特別出演を続けている。近年は物語のアクセント的な役柄を担うことが多い。

## 主な舞台

### 初舞台
- 1973年3 - 4月、星組『花かげろう』『ラ・ラ・ファンタシーク』（宝塚大劇場のみ）

### 星組時代
- 1975年8月、『屋根裏の妖精たち』 - 新人公演：ブライト（本役：峰さを理）『マイ・ハイ・スイング』（東京宝塚劇場）
- 1975年11 - 12月、『美しく青きドナウ』 - 新人公演：父エブスター（本役：水代玉藻）『ザッツ・ファミリー』（宝塚大劇場のみ）
- 1976年3 - 5月、『ベルサイユのばらIII』（宝塚大劇場） - 新人公演：ジェローデル（本役：三代まさる）[2]
- 1976年7 - 8月、『ベルサイユのばらIII』（東京宝塚劇場） - モンゼット侯爵夫人[注釈 1]
- 1976年10 - 1977年3月、『夕陽のジプシー』 - 新人公演：プリカ（本役：但馬久美）／レッチ（本役：大湖かつら）『ハッピー・トゥモロー』
- 1977年11 - 12月、『テームズの霧に別れを』 - 新人公演：イギリス国王（本役：天城月江）『セ・マニフィーク』（宝塚大劇場）
- 1978年3月、『テームズの霧に別れを』 - 新人公演：イギリス国王（本役：天城月江）／ヘンリー・マクブライト伯爵（本役：但馬久美）『セ・マニフィーク』（東京宝塚劇場）
- 1978年5 - 8月、『誰がために鐘は鳴る』 - 新人公演：パブロ（本役：沖ゆき子）／アグスティン（本役：但馬久美）
- 1978年9 - 10月、『いのちある限り』（バウホール）
- 1978年11 - 12月、『宝花集』『セ・シャルマン!』（宝塚大劇場）
- 1979年1月、『ロミオとジュリエット』（バウホール） - ティボルト
- 1979年3月、『宝花集』『セ・シャルマン!』（東京宝塚劇場）
- 1979年5 - 8月、『白夜わが愛』 - 新人公演：北前の徹（本役：風美圭）
- 1979年9 - 11月、『アンタレスの星』『薔薇パニック』（宝塚大劇場）
- 1979年11 - 12月、『心中・恋の大和路』（バウホール） - 三太
- 1980年1月、『アンタレスの星』『薔薇ファンタジア』（新宿コマ劇場）
- 1980年2月、『アンタレスの星』『薔薇ファンタジア』（中日劇場）
- 1980年3 - 5月、『恋の冒険者たち』『フェスタ・フェスタ』（宝塚大劇場のみ）
- 1980年6月、『ふるさと絵巻』『薔薇ファンタジア』（全国ツアー）
- 1980年8 - 9月、『響け!わが歌』『ファンシー・ゲーム』（宝塚大劇場）
- 1980年12月、『美しき忍びの季節』『ニュー・ファンシー・ゲーム』（東京宝塚劇場）
- 1981年2 - 3月、『小さな花がひらいた』『ラ・ビ・アン・ローズ』（宝塚大劇場）
- 1981年5 - 6月、『美しき忍びの季節』 - 望月右近『ニュー・ファンシー・ゲーム』（全国ツアー）
- 1981年8 - 11月、『海鳴りにもののふの詩が』 - 野間半兵衛『クレッシェンド!』
- 1982年1 - 2月、『ミル星人パピーの冒険』 - ミッシェル『魅惑』（宝塚大劇場のみ）
- 1982年4月、『小さな花がひらいた』 - 正吉『魅惑』（東京宝塚劇場）
- 1982年6 - 8月、『エーゲ海のブルース』 - エミール『ザ・ストーム』（宝塚大劇場のみ）
- 1982年9 - 10月、『海鳴りにもののふの詩が』 - 野間半兵衛『魅惑』（全国ツアー）
- 1982年10 - 11月、『心中・恋の大和路』（バウホール） - 丸十
- 1983年1 - 2月、『こぶし咲く春』『ラブ・コネクション』（宝塚大劇場のみ）
- 1983年4 - 8月、『オルフェウスの窓』 - キッペンベルク夫人
- 1983年8 - 9月、『ロンリー・ハート』（バウホール）
- 1983年11月、『アルジェの男』『ザ・ストーム』（東京宝塚劇場のみ）
- 1984年1 - 2月、『祝いまんだら』『プラスワン』 - アリローロ（宝塚大劇場）
- 1984年4月、『春の踊り』『プラスワン』 - アリローロ（東京宝塚劇場）
- 1984年6 - 8月、『我が愛は山の彼方に』 - 竜林／カサル『ラブ・エキスプレス』（宝塚大劇場）
- 1984年9月、『回転木馬』（バウホール） - バスコム氏
- 1984年11月、『我が愛は山の彼方に』 - 竜林／カサル『ラブ・エキスプレス』（東京宝塚劇場）
- 1985年2 - 3月、『哀しみのコルドバ』 - ペペ『ルミエール』（宝塚大劇場）
- 1985年4 - 5月、『オール・フォー・ラブ』（バウホール） - バーネッカー
- 1985年6月、『哀しみのコルドバ』 - ペペ『ルミエール』（東京宝塚劇場）
- 1985年8 - 9月、『西海に花散れど』 - 平知盛『ザ・レビューIII』（宝塚大劇場）
- 1985年10 - 11月、『我が愛は山の彼方に』 - 竜淵『ラブ・エキスプレス』（全国ツアー）
- 1985年12月、『西海に花散れど』 - 平宗盛『ザ・レビューIII』（東京宝塚劇場）
- 1986年2月、『西海に花散れど』 - 平宗盛『ザ・レビューIII』（中日劇場）
- 1986年3 - 7月、『レビュー交響楽』 - ハリエット・ペニングトン
- 1986年9 - 11月、『華麗なるファンタジア』 - パングロス博士『ブギ・ウギ・フォーリーズ』（宝塚大劇場のみ）
- 1987年1 - 4月、『紫子』 - 丹波『ジュビリー・タイム!』
- 1987年6 - 8月、『別離の肖像』（宝塚大劇場） - フランク・カルロ／陸軍中将
- 1987年8 - 9月、『グリーン・スリーブス』（バウホール） - シスリー・アン・タバナー／シスリー・タバナー
- 1987年11月、『別離の肖像』（東京宝塚劇場） - フランク・カルロ／陸軍中将
- 1988年2 - 3月、『炎のボレロ』 - ウパンゴ『Too Hot!』（宝塚大劇場）
- 1988年4 - 5月、『華麗なるファンタジア』『タカラヅカ・フォーリーズ』（全国ツアー）
- 1988年4 - 5月、『セレブレーション』（バウホール） - リッチ
- 1988年6月、『炎のボレロ』 - ウパンゴ『Too Hot!』（東京宝塚劇場）
- 1988年8 - 9月、『戦争と平和』（宝塚大劇場） - イリヤー・ロストフ伯爵
- 1988年10 - 11月、『華麗なるファンタジア』『タカラヅカ・フォーリーズ』（全国ツアー）
- 1988年12月、『戦争と平和』（東京宝塚劇場） - イリヤー・ロストフ伯爵
- 1989年2月、『戦争と平和』（中日劇場） - イリヤー・ロストフ伯爵
- 1989年3 - 5月、『春の踊り』『ディガ・ディガ・ドゥ』 - グィン・ブラニガン（宝塚大劇場）
- 1989年7月、『恋の花歌舞伎』『ディガ・ディガ・ドゥ』 - グィン・ブラニガン（東京宝塚劇場）
- 1989年9 - 11月、星組・花組・月組・雪組・専科『ベルサイユのばら-フェルゼンとマリー・アントワネット編-』（宝塚大劇場） - ベルナール
- 1989年12 - 1990年1月、『シチリアの風』（バウホール） - エンリケ・ガルバン
- 1990年3 - 4月、『ベルサイユのばら-フェルゼンとマリー・アントワネット編-』（東京宝塚劇場） - ベルナール
- 1990年5 - 8月、『メイフラワー』 - ジム・ターナー『宝塚レビュー'90』
- 1990年9月、『シチリアの風』（ゆうぽうと簡易保険ホール）
- 1990年11 - 12月、『アポロンの迷宮』 - シャルリュス公爵『ジーザス・ディアマンテ』（宝塚大劇場）
- 1991年1月、『パル・ジョーイ』（バウホール） - マイク
- 1991年3月、『アポロンの迷宮』 - シャルリュス公爵『ジーザス・ディアマンテ』（東京宝塚劇場）
- 1991年5 - 8月、『恋人たちの肖像』 - マックスクラウス刑事『ナルシス・ノアール』
- 1991年9月、『グランサッソの百合』（バウホール） - セルジオ・ジョバンニ
- 1991年11 - 1992年3月、『紫禁城の落日』 - 岡副洋二
- 1992年5 - 8月、『白夜伝説』 - ロキ『ワンナイト・ミラージュ』
- 1992年10月、『ハロー、ジョージ!』（バウホール） - ジョン・マーレー
- 1993年1 - 2月、『宝寿頌』『PARFUM DE PARIS』（宝塚大劇場）
- 1993年2 - 3月、『ハロー、ジョージ!』（日本青年館） - ジョン・マーレー
- 1993年4月、『宝寿頌』『PARFUM DE PARIS』（東京宝塚劇場）
- 1993年6 - 8月、『うたかたの恋』 - フランツ・ヨゼフ皇帝『パパラギ』（宝塚大劇場）
- 1993年9 - 10月、『秋…冬への前奏曲』 - ノイマン中佐『ワンナイト・ミラージュ』（全国ツアー）
- 1993年11月、『うたかたの恋』 - フランツ・ヨゼフ皇帝『パパラギ』（東京宝塚劇場）
- 1993年12 - 1994年1月、『ラ・トルメンタ』（バウホール） - ドジレ男爵夫人
- 1994年2 - 3月、『若き日の唄は忘れじ』 - 加治織部正『ジャンプ・オリエント!』（宝塚大劇場）
- 1994年4 - 5月、『うたかたの恋』 - フランツ・ヨゼフ皇帝『パパラギ』（全国ツアー）
- 1994年6月、『若き日の唄は忘れじ』 - 加治織部正『ジャンプ・オリエント!』（東京宝塚劇場）
- 1994年8 - 12月、『カサノヴァ・夢のかたみ』 - ヴェネチア共和国総督『ラ・カンタータ!』
- 1995年2月、『若き日の唄は忘れじ』 - 加治織部正『ジャンプ・オリエント!』（中日劇場）
- 1995年3 - 7月、『国境のない地図』 - スザンネ
- 1995年9 - 11月、『剣と恋と虹と』 - アントワーヌ・ド・ギーシュ伯爵『ジュビレーション!』（宝塚大劇場）
- 1996年1月、『黄色いハンカチ』（バウホール） - レッグズ・ダイヤモンド
- 1996年3月、『剣と恋と虹と』 - アントワーヌ・ド・ギーシュ伯爵『ジュビレーション!』（東京宝塚劇場）
- 1996年5 - 6月、『二人だけが悪』 - ヒューム『パッション・ブルー』（宝塚大劇場）
- 1996年6 - 7月、『剣と恋と虹と』 - アントワーヌ・ド・ギーシュ伯爵『ジュビレーション!』（全国ツアー）
- 1996年8月、『二人だけが悪』 - ヒューム『パッション・ブルー』（東京宝塚劇場）
- 1996年11 - 12月、『エリザベート』（宝塚大劇場） - マックス公爵

### 専科時代
- 1997年3月、星組『エリザベート』（東京宝塚劇場） - マックス公爵
- 1997年5 - 6月、雪組『嵐が丘』（バウホール） - ケネス
- 1997年8 - 9月、花組『ザッツ・レビュー』（宝塚大劇場） - 花川戸六助
- 1997年10 - 11月、花組『白い朝』（バウホール） - 清七
- 1997年12月、花組『ザッツ・レビュー』（東京宝塚劇場） - 花川戸六助
- 1998年2月、花組『ザッツ・レビュー』（中日劇場） - 花川戸六助
- 1998年2 - 3月、花組『白い朝』（日本青年館） - 清七
- 1998年4 - 5月、星組『ディーン』（バウホール） - エリア・カザン
- 1998年6月、宙組『嵐が丘』（日本青年館・愛知厚生年金会館） - ケネス
- 1998年7 - 8月、月組『永遠物語』（バウホール） - 結城豊造
- 1998年8 - 9月、星組『ディーン』（日本青年館） - エリア・カザン
- 1998年11 - 12月、月組『永遠物語』（日本青年館） - 結城豊造
- 1999年8 - 12月、星組『夢・シェイクスピア-夏の夜の夢-』（バウホール・日本青年館） - バート
- 2000年1 - 2月、花組『冬物語』（バウホール・日本青年館） - 彦三郎
- 2000年3月、星組『聖者の横顔』（バウホール・日本青年館） - ロレンツォ
- 2000年5 - 9月、星組『黄金のファラオ』 - ネブヘル
- 2000年10 - 11月、星組『黄金のファラオ』（全国ツアー） - ネブヘル
- 2001年3 - 10月、星組『ベルサイユのばら2001-オスカルとアンドレ編-』 - ルイ16世
- 2002年4月、専科・雪組・花組『風と共に去りぬ』（日生劇場） - ワイティング夫人
- 2002年8月、花組『月の燈影（ほかげ）』（バウホール・日本青年館） - 丑右衛門
- 2002年10 - 11月、雪組『ホップ スコッチ』（バウホール・日本青年館） - ハワード・サッチャー[3]
- 2003年1月、宙組『おーい春風さん』（バウホール） - お地蔵様[3]
- 2003年7 - 11月、星組『王家に捧ぐ歌』 - アモナスロ[3][2]
- 2003年12月、星組『永遠の祈り-革命に消えたルイ17世-』（ドラマシティ） - ロザルジェ
- 2004年1 - 2月、雪組『送られなかった手紙』（バウホール・日本青年館） - セルゲイ
- 2004年5 - 6月、花組『NAKED CITY』（バウホール・日本青年館） - マイク・バインダー
- 2004年7 - 8月、星組『花のいそぎ』（バウホール・日本青年館） - 藤原冬嗣
- 2005年2月、星組『王家に捧ぐ歌』（中日劇場） - アモナスロ
- 2005年3 - 4月、雪組『睡（ねむ）れる月』（ドラマシティ・日本青年館・福岡市民会館） - 足利義教
- 2005年8 - 11月、宙組『炎にくちづけを』 - アズチューナ
- 2006年2 - 5月、雪組『ベルサイユのばら-オスカル編-』 - ブイエ将軍
- 2006年6月、星組『フェット・アンペリアル』（バウホール） - 退任前のウィリアム
- 2006年7月、雪組『ベルサイユのばら-オスカル編-』（全国ツアー） - ブイエ将軍
- 2006年12 - 2007年1月、星組『ヘイズ・コード』（ドラマシティ・日本青年館） - ウォルター・ブロイディ
- 2007年4月、宙組『NEVER SLEEP』（バウホール・日本青年館） - ジェイムズ・アーチャー
- 2007年5 - 6月、月組『ダル・レークの恋』（全国ツアー） - ハリラム・カプール／酒場の亭主／貴婦人
- 2008年1 - 3月、雪組『君を愛してる-Je t'aime-』 - フランソワ・ドビルパン
- 2008年5 - 6月、雪組『外伝 ベルサイユのばら-ジェローデル編-』（全国ツアー） - ブイエ将軍／隊長
- 2008年9 - 12月、宙組『Paradise Prince（パラダイス プリンス）』 - ハワード・ゴールドウィン
- 2009年2月、宙組『外伝 ベルサイユのばら-アンドレ編-』（中日劇場） - ブイエ将軍
- 2009年6 - 9月、星組『太王四神記 Ver.II』 - ヤン王
- 2010年1 - 3月、星組『ハプスブルクの宝剣』 - サヴォイア公子オイゲン
- 2010年7 - 8月、星組『ロミオとジュリエット』（梅田芸術劇場・博多座） - キャピュレット卿
- 2010年10 - 11月、雪組『オネーギン Evgeny Onegin』（日本青年館・バウホール） - ワシーリィー・ニコラエヴィチ・オネーギン
- 2011年1 - 3月、雪組『ロミオとジュリエット』 - キャピュレット卿
- 2011年4 - 5月、雪組『黒い瞳』（全国ツアー） - サヴェーリィチ
- 2012年2 - 4月、月組『エドワード8世』 - ウィンストン・チャーチル『Misty Station』
- 2012年8 - 11月、宙組『銀河英雄伝説@TAKARAZUKA』 - オットー・フォン・ブラウンシュヴァイク
- 2013年1月、宙組『銀河英雄伝説@TAKARAZUKA』（博多座） - オットー・フォン・ブラウンシュヴァイク
- 2013年3 - 4月、星組『南太平洋』（ドラマシティ・日本青年館） - ジョージ・ブラケット
- 2013年5 - 8月、星組『ロミオとジュリエット』 - キャピュレット卿
- 2013年10月、星組『日のあたる方（ほう）へ』（ドラマシティ・日本青年館） - 市長
- 2014年1 - 3月、星組『眠らない男・ナポレオン-愛と栄光の涯（はて）に-』 - バラス／フランツI世
- 2014年6 - 8月、雪組『一夢庵風流記 前田慶次』 - 二郎三郎
- 2014年10 - 11月、雪組『パルムの僧院-美しき愛の囚人-』（バウホール） - エルネスト四世
- 2014年12月、星組『アルカサル〜王城〜』（バウホール） - ダルブルケルケ
- 2015年1 - 2月、月組『Bandito（バンディート）-義賊 サルヴァトーレ・ジュリアーノ-』（バウホール・日本青年館） - ジュゼッペ・トマージ・ディ・ランペドゥーザ
- 2015年6 - 8月、宙組『王家に捧ぐ歌』 - アモナスロ
- 2016年1月、星組『鈴蘭（ル・ミュゲ）-思い出の淵から見えるものは-』（バウホール） - ルイ11世
- 2016年5月、宙組『王家に捧ぐ歌』（博多座） - アモナスロ
- 2017年2 - 4月、宙組『王妃の館-Château de la Reine-』 - 岩波
- 2017年7 - 10月、月組『All for One』 - マザラン
- 2017年11月、専科『神家（こうや）の七人（しちにん）』（バウホール） - アルフ・ブラウン
- 2018年1 - 3月、花組『ポーの一族』 - 大老ポー
- 2018年7 - 10月、花組『MESSIAH（メサイア）-異聞・天草四郎-』 - 益田甚兵衛
- 2019年1 - 3月、星組『霧深きエルベのほとり』 - ヨゼフ・シュラック
- 2019年5月、星組『鎌足-夢のまほろば、大和（やまと）し美（うるわ）し-』（ドラマシティ・日本青年館） - 僧旻
- 2020年2月、月組『赤と黒』（御園座） - ラ・モール侯爵
- 2021年1 - 4月、雪組『fff-フォルティッシッシモ-〜歓喜に歌え!〜』 - ケルブ（智天使）
- 2021年5 - 8月、月組『桜嵐記（おうらんき）』 - 後醍醐天皇
- 2022年3 - 4月、花組『冬霞（ふゆがすみ）の巴里』（ドラマシティ・東京建物 Brillia HALL） - ジャコブ爺[5]
- 2022年10 - 12月、雪組『蒼穹の昴』 - 西太后 慈禧
- 2023年5月、花組『舞姫』（バウホール） - 天方伯爵
- 2024年2 - 5月、花組『アルカンシェル』 - ペペ
- 2024年7 - 8月、花組『Liefie（リーフィー）-愛しい人-』（日本青年館・ドラマシティ） - ヨハン
- 2025年3 - 4月、『儚き星の照らす海の果てに』（バウホール） - エドワード・ジョン・スミス

## 出演イベント
- 1977年1月、『'77タカラヅカ華麗なる世界』
- 1980年4月、『バウ・シャンソン・コンサートPARTII』
- 1981年4月、瀬戸内美八リサイタル『Sing,Sing,Sing!』
- 1982年3月、瀬戸内美八リサイタル『Sing,Sing,Sing!』
- 1982年10月、第23回『宝塚ミラーボール』
- 1982年12月、『宝塚スター・カーニバル'82』
- 1983年5月、瀬戸内美八リサイタル『Sing,Sing,Sing!'83』
- 1984年7月、第4回バウ・コンサート『キープ・スマイリング・キープ・シャイニング』
- 1988年9月、『レビュー記念日』
- 1989年11月、第8回バウ・コンサート『オータムナイト・ア・ゴー!ゴー!-今夜は青春-』
- 1992年11月、『宝塚 我が心のふるさと』
- 1994年5月、TMPスペシャル『夢まつり'94』
- 1997年10月、第38回『宝塚舞踊会』
- 1997年12月、『アデュー東京宝塚劇場』
- 1998年10月、第39回『宝塚舞踊会』
- 1999年10月、第40回『宝塚舞踊会』
- 2000年10月、第41回『宝塚舞踊会』
- 2001年10月、第42回『宝塚舞踊会』
- 2002年8月、『専科エンカレッジ スペシャル』[10]
- 2002年10月、第43回『宝塚舞踊会』
- 2005年12月、『花の道 夢の道 永遠の道』
- 2006年10月、第47回『宝塚舞踊会』
- 2007年1月、『清く正しく美しく』
- 2007年9月、『専科エンカレッジコンサート』[11]
- 2014年4月、宝塚歌劇100周年 夢の祭典『時を奏でるスミレの花たち』

## 受賞歴
- 2003年、『阪急すみれ会パンジー賞』 - 助演賞[12]
- 2015年、『宝塚歌劇団年度賞』 - 2014年度努力賞[13]
- 2018年、『阪急すみれ会パンジー賞』 - 助演賞[14]
- 2023年、『宝塚歌劇団年度賞』 - 2022年度努力賞[15]